# Apurito (Venezuela)
Pour les articles homonymes, voir Apurito.
Apurito est la capitale de la paroisse civile d'Apurito de la municipalité d'Achaguas dans l'État d'Apure au Venezuela.